# Assassinato de Alfred François Bazin
Assassinato de Alfred François Bazin (fr), um recrutador de trabalhadores francês em Hanói, Vietnã colonial, em 9 de fevereiro de 1929, marcou o início do declínio do Partido Nacionalista Vietnamita (VNQDĐ), que perpetrou o crime. A subsequente retaliação francesa enfraqueceu severamente o movimento revolucionário vietnamita em formação e dificultou sua capacidade de minar o domínio colonial.

## Biografia
O primeiro relato do caso é Les Jauniers: Histoire Vraie (Paris, 1930), de Paul Monet. Monet era um veterano de guerra francês ferido, que visitou o Vietnã e ficou indignado com o tratamento dispensado aos trabalhadores por seus compatriotas. Ele cunhou o termo depreciativo "jaunier" (traficante de escravos amarelos), derivado de "négrier" (traficante de escravos africanos). Segundo Monet, Bazin era formado pela École coloniale em Paris, tendo servido como oficial colonial antes de se tornar supervisor de recrutamento de mão de obra na Indochina Francesa.
Desde 1883, o Vietnã era uma colônia da França e, juntamente com Laos e Camboja, formava a Indochina Francesa. Sob a direção de Bazin, capatazes vietnamitas eram contratados para recrutar trabalhadores vietnamitas para plantações. Em alguns casos, a mão de obra recrutada seria usada no sul do Vietnã, que os franceses administravam como colônia da Cochinchina. Outros eram enviados a colônias francesas distantes, como as Novas Hébridas. As condições de trabalho em que os vietnamitas se encontravam geravam indignação. Os métodos de recrutamento frequentemente incluíam espancamentos ou coerção, pois o capataz recebia uma comissão por cada trabalhador recrutado. As condições de vida eram precárias e a remuneração, baixa. Entre a população vietnamita, formou-se a percepção de que aqueles que partiam jamais voltariam a ver sua terra natal. As autoridades coloniais francesas se recusavam a intervir, alegando tanto que o recrutamento “não tinha caráter oficial” quanto que beneficiava os vietnamitas, por aliviar a pressão populacional no superlotado Delta do Rio Vermelho no norte do Vietnã.

## Morte
Alfred Bazin havia se tornado o símbolo dos abusos do sistema de recrutamento entre os trabalhadores anamitas envolvidos. Dentro do VNQDĐ, que então existia havia dois anos, um grupo liderado por Nguyen Văn Viên sugeriu assassinar Alfred Bazin. Nguyễn Thái Học, o líder do VNQDĐ, considerava que o assassinato de indivíduos era inútil e apenas provocaria uma repressão por parte da Sûreté générale indochinoise, enfraquecendo o partido. Ele acreditava que era melhor trabalhar pela derrubada do sistema colonial francês, do qual Bazin não passava de uma peça menor. Tendo sido rejeitado pelos líderes do VNQDĐ, Nguyen Văn Viên elaborou seu próprio plano. Com a ajuda de um cúmplice, atirou e matou Bazin quando este saía da casa de sua amante, Germaine Carcelle, no nº 110 da rota de Huế, em 9 de fevereiro de 1929. Embora a posição dos assassinos no VNQDĐ fosse incerta, a morte de Bazin foi considerada o primeiro grande ataque executado pelo movimento.

## Reação francesa
Como previra Nguyễn Thái Học, as autoridades francesas reagiram prendendo todos os membros conhecidos do VNQDĐ que conseguiram localizar, incluindo um jovem francês naturalizado chamado Léon Sanh. Sanh confessou o crime, mas posteriormente se retratou, alegando ter sido apenas um espectador. Mais tarde, ele implicou Nguyen Văn Viên como seu suposto cúmplice. Viên foi então capturado, mas cometeu suicídio na prisão. As fontes divergem, mas entre trezentos e quatrocentos homens foram detidos. Dentre os capturados, havia 36 escriturários do governo, 13 funcionários da administração francesa, 36 professores, 39 comerciantes, 37 proprietários de terras e 40 militares. No final, 78 homens foram condenados a penas de cinco a vinte anos de prisão. O próprio Léon Sanh foi absolvido. Em consequência dessas prisões, a liderança do VNQDĐ ficou severamente enfraquecida. A maior parte do Comitê Central foi capturada; Học e Nguyen Khac Nhu estavam entre os poucos que conseguiram escapar do esconderijo no Hotel Vietnam.
A pressão sobre o VNQDĐ acabou levando-o a uma luta abertamente violenta, que culminou no Motim de Yên Bái em 1930. Tal levante resultou na execução de grande parte dos integrantes do partido pelas autoridades francesas, o que lhe retirou a capacidade de representar uma ameaça substancial à ordem colonial.